# Trepanacja

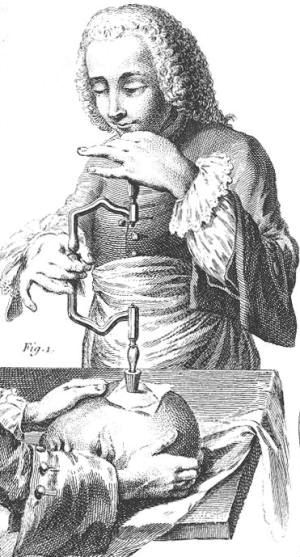
XVIII-wieczna francuska ilustracja trepanacji

Trepanacja (stgr. τρυπανών, trypanon – „świder”) – zabieg chirurgiczny wykonywany zależnie od potrzeb za pomocą świdra lub trepanu, dłut i kleszczy kostnych.
W przypadku trepanacji czaszki służy ona odsłonięciu opon mózgowych, by umożliwić przeprowadzenie właściwego zabiegu, np. gdy wymagane jest leczenie krwiaka wewnątrzczaszkowego. Trepanację kości długich, kręgów i miednicy wykonuje się we wstępnym etapie operacji wytwórczych kości. Trepanacja zęba polega na przewierceniu się od korony do komory; w stanach zapalnych lub zgorzeli miazgi umożliwia ujście gazów i ropy nagromadzonych w komorze.

## Historia trepanacji czaszki

### Prehistoria
Początki trepanacji czaszki datowane są na neolit. W jednym ze stanowisk we Francji odnaleziono szczątki 40 osób ze śladami trepanacji czaszki (⅓ spośród wszystkich odnalezionych). Szczątki z prekolumbijskiej Mezoameryki (Meksyku, Gwatemali i Jukatanu) pochodzą z okresu 950–1400 n.e. O trepanacji wspomniano już w Corpus Hippocraticum. Wiele dowodów archeologicznych na przeprowadzanie tego zabiegu pochodzi z południowo-zachodnich Niemiec (z epoki kamienia), jednak w Europie pochodzą także m.in. z Irlandii, Danii, Francji i Włoch. Dokumenty zapisane w klasycznej grece oraz obserwacje antropologiczne na ludności Peru sprzed czasów współczesnych wskazują na to, że zdawano sobie sprawę z ryzyka trepanacji czaszki, zanim medycyna znacząco się rozwinęła.
W Peru i Melanezji trepanacje czaszki stosowano, by zmniejszyć ból u pacjentów cierpiących z powodu ciśnienia wywołanego krwotokami śródmózgowymi. X. Chen i K. Han opisali sześć noszących ślady trepanacji czaszek ze starożytnych Chin, datowane są one na okres 5000–2000 lat p.n.e. Jedna z nich posiada otwór liczący w najszerszych miejscach wymiary 45 na 33 mm. W przypadku jednej czaszki gładkie krawędzie otworu wskazują na to, że pacjent przeżył operację i żył jeszcze jakiś czas. Oprócz wskazań medycznych do trepanacji – jak uszkodzenie kości czaszki, krwawienia śródmózgowe – trepanację stosowano także celem leczenia epilepsji, szaleństwa, ale i pozyskania kości mających chronić przed demonami.

### Nowożytność
W Polsce przeprowadzenie pierwszej trepanacji datowane jest na 1613 rok.

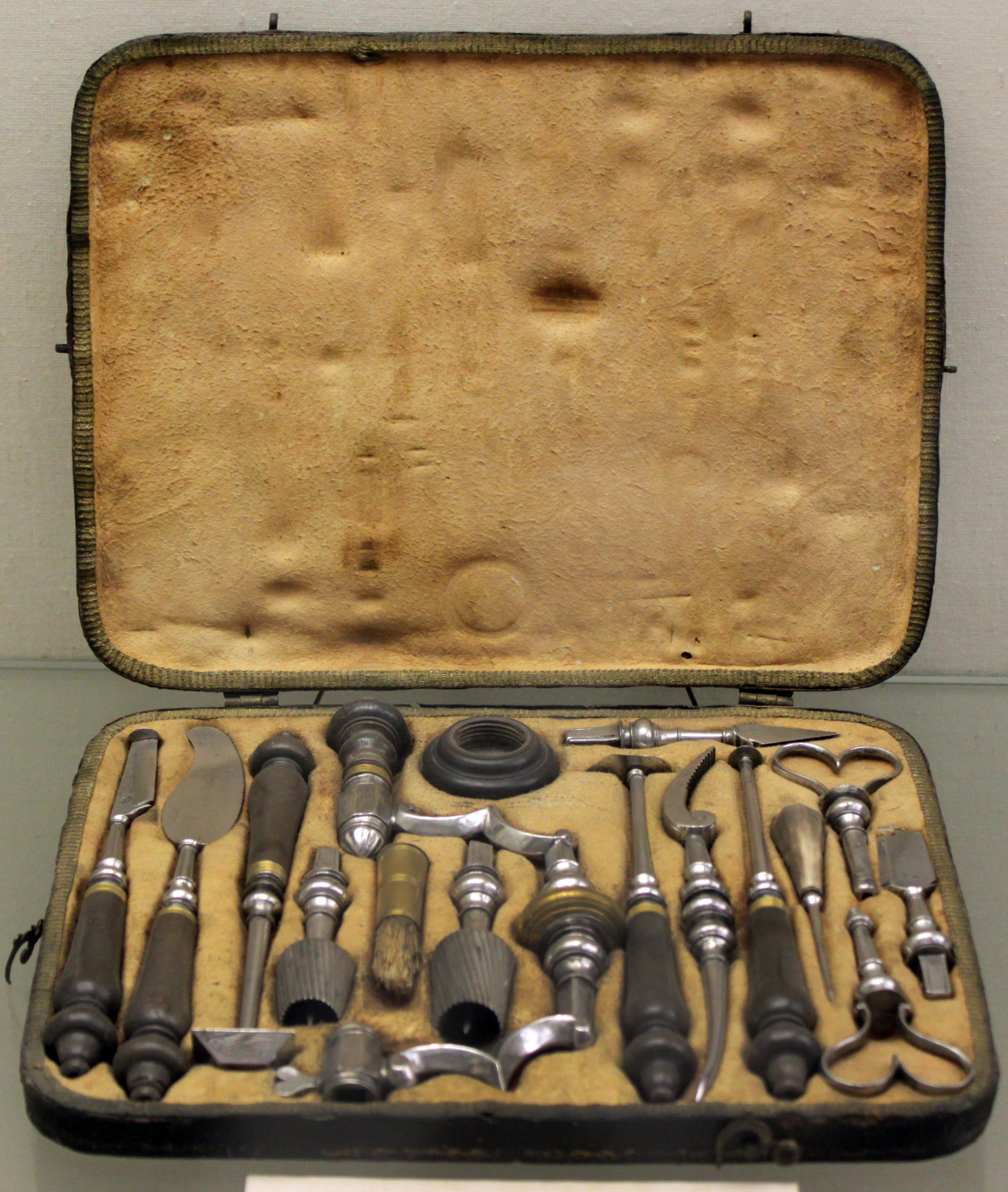
Narzędzia wykorzystywane do trepanacji w XVIII wieku w Niemczech